# Ратланд (Ајова)
Ратланд (енгл. Rutland) град је у америчкој савезној држави Ајова. По попису становништва из 2010. у њему је живело 126 становника.

## Демографија
Према попису становништва из 2010. у граду је живело 126 становника, што је -19 (-13.1%) становника више него 2000. године.
| Група             | 2000.       | 2010.       |
| Белци             | 141 (97,2%) | 125 (99,2%) |
| Афроамериканци    | 0 (0,0%)    | 0 (0,0%)    |
| Азијати           | 0 (0,0%)    | 0 (0,0%)    |
| Хиспаноамериканци | 0 (0,0%)    | 0 (0,0%)    |
| Укупно            | 145         | 126         |